# Lakeview (Texas)
Lakeview es un pueblo ubicado en el condado de Hall en el estado estadounidense de Texas. En el Censo de 2010 tenía una población de 107 habitantes y una densidad poblacional de 200,55 personas por km².

## Geografía
Lakeview se encuentra ubicado en las coordenadas 34°40′22″N 100°41′50″O / 34.67278, -100.69722. Según la Oficina del Censo de los Estados Unidos, Lakeview tiene una superficie total de 0.53 km², de la cual 0.53 km² corresponden a tierra firme y (0%) 0 km² es agua.

## Demografía
Según el censo de 2010, había 107 personas residiendo en Lakeview. La densidad de población era de 200,55 hab./km². De los 107 habitantes, Lakeview estaba compuesto por el 73.83% blancos, el 2.8% eran afroamericanos, el 0% eran amerindios, el 0% eran asiáticos, el 0% eran isleños del Pacífico, el 18.69% eran de otras razas y el 4.67% pertenecían a dos o más razas. Del total de la población el 43.93% eran hispanos o latinos de cualquier raza.